# Cratere Terhi
Terhi  è un cratere sulla superficie di Venere.